# Lajkovac
Lajkovac (em cirílico: Лајковац) é uma vila da Sérvia localizada no município de Lajkovac, pertencente ao distrito de Kolubara. A sua população era de 3203 habitantes segundo o censo de 2011.

## Demografia
| 1948 | 1953  | 1961  | 1971  | 1981  | 1991  | 2002  | 2011  |
| ---- | ----- | ----- | ----- | ----- | ----- | ----- | ----- |
| 1500 | 1 683 | 2 677 | 3 044 | 3 188 | 3 428 | 3 443 | 3 203 |